# فوجیوارا نو ناریچیکا
فوجیوارا نو ناریچیکا (به ژاپنی: 藤原 成親 Fujiwara no Narichika); ۱ ژانویهٔ ۱۱۳۸ – ۱ ژانویهٔ ۱۱۷۸) پسر فوجیوارا نو ایه‌ناری یک کوگه در دوره هی‌آن اهل ژاپن بود. وی به همراه پسرش فوجیوارا نو ناریتسونه در حادثه شیشیگاتانی علیه خاندان تایرا شرکت داشت.
پس از شورش دستگیر شد و به ولایت بیزن تبعید شد. به علت ندادن غذا در محل تبعید به قتل رسید. 